# جاثليق

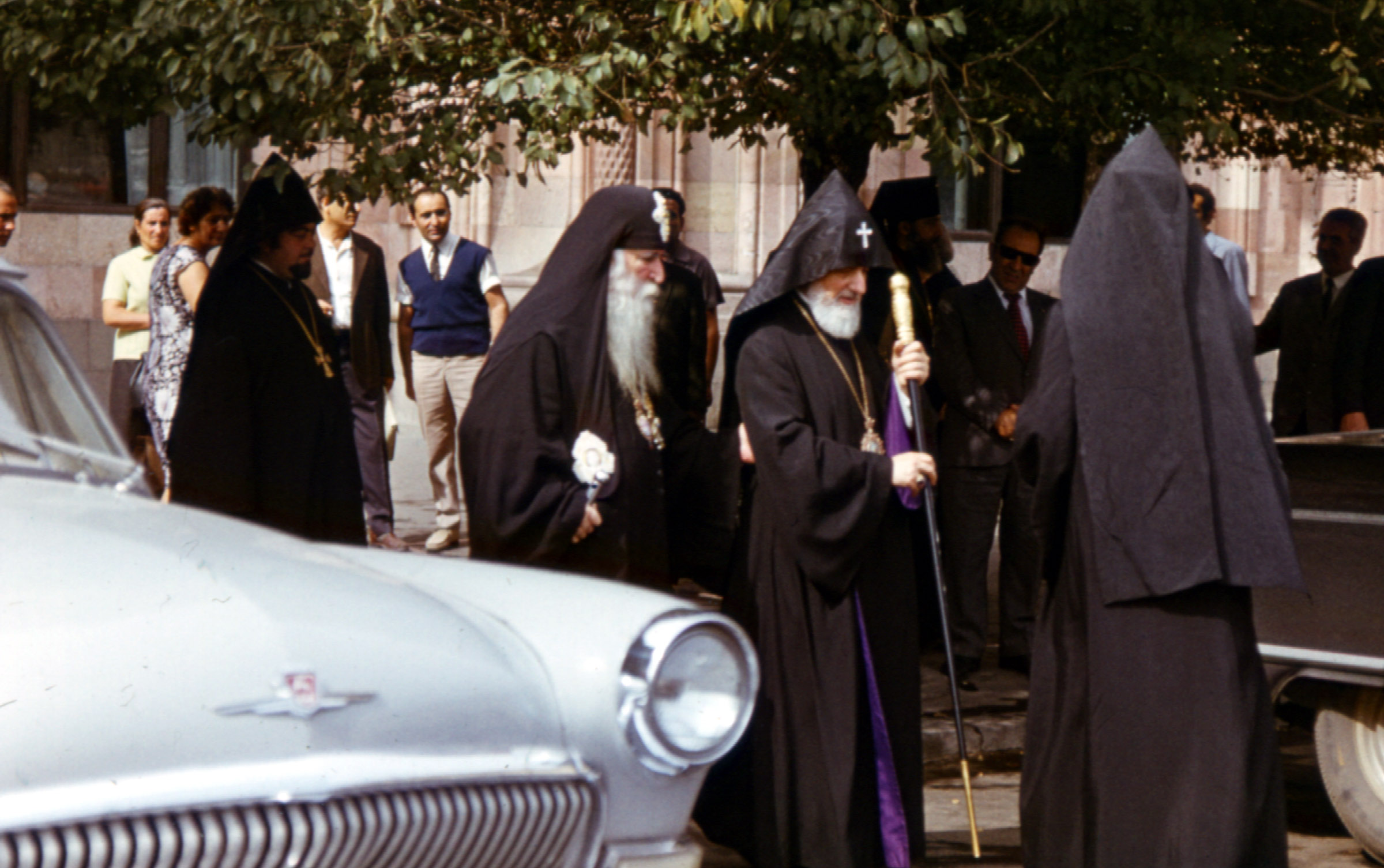

جاثليق كلمة معربة عبر السريانية من أصل يوناني هو καθολικός (كاثوليكوس). وتفيد معاجم اللغة أن الكلمة تعني حرفياً «متقدم الأساقفة» أي المشرف على أكثر من أسقفية محلية، ويكون تابعًا للبطريرك الذي هو رئيس جميع الإكليروس.
وكانت كلمة «جاثيليق» تُطلَق على كبار الأساقفة الذين يمنعهم طول المسافات بين مقرّهم ومقرّ البطريرك الذي يتبعونه من الاتصال به في كل أمر، فصار لهم التصرف شبه المُطلَق في تدبير شؤون رعيتهم. وكان هناك كثيرون من «الجثالقة» في العراق تحديدًا.
الجاثليق قديمًا هي رتبة كنسية أدنى من البطريرك وأعلى من المطران، وفي سنة 628 م استبدل لقب الجاثليق إلى مفريان، إلا أن كنيسة المشرق تستعمل لقب الجاثليق إلى جانب البطريرك، ويوقّع جاثليقها أدى الثاني بجاثليق بطريرك الكنيسة الشرقية الجاثليقية القديمة.